# Bayshore (Trinidad y Tobago)
Bayshore es una localidad de Trinidad y Tobago, que forma parte de la región de Diego Martín.

## Geografía
La localidad abarca parte de la isla Trinidad y limita al norte con Glencoe y Goodwood Gardens, al sur con el golfo de Paria, al este con West Moorings y al oeste con Point Cumana.

## Demografía
Datos demográficos de la localidad de Bayshore:
| Gráfica de evolución demográfica de Bayshore entre 2000 y 2011 |
|                                                                |